# Club 8
Club 8 är ett svenskt band bestående av Karolina Komstedt (från bandet Poprace) och Johan Angergård (Acid House Kings, The Legends, Poprace).
Det bildades 1995 och signades av det spanska skivbolaget Siesta. De släppte singeln Me Too och albumet Nouvelle på Siesta innan de fortsatte till andra bolag. De släppte sitt andra album The Friend I Once Had och singeln "Missing You" 1998. 2001 kom deras tredje album, Club 8 och albumet Spring Came, Rain Fell kom följande år, följt av Strangely Beautiful 2003. The Boy Who Couldn't Stop Dreaming kom 2007 på Labrador. Albumet The People's Record producerades av Jari Haapalainen och släpptes våren 2010, inspirationen till musiken på albumet kom från en resa till Brasilien och skivor med västafrikansk 1970-talsmusik. Det följande albumet, Above the City, producerades till största delen av Angergård själv och gavs ut våren 2013.
Singeln Jesus, Walk with Me har bland annat hörts i en reklamfilm för Apollo Resor AB.

## Diskografi

### Album
- Nouvelle (1996)
- The Friend I Once Had (1998)
- Club 8 (2001)
- Spring Came, Rain Fell (2002)
- Strangely Beautiful (2003)
- The Boy Who Couldn't Stop Dreaming (2007)
- The People's Record (2010)
- Above the City (2013)
- Pleasure (2015)
- Golden Island (2018)

### EP
- Summer Songs (2002)
- Saturday Night Engine (2003)
- Jesus, Walk with Me (2008)